# جوزيف باتلر
جوزيف باتلر (بالإنجليزية: Joseph Butler)‏ (و. 1692 – 1752 م) هو قس، وفيلسوف، وعالم عقيدة، من المملكة المتحدة، توفي في باث، عن عمر يناهز 60 عاماً.

## مناصب
تولى منصب Bishop of Bristol ‏، وDean of St Paul's ‏، وBishop of Durham ‏.

## التعليم
تعلم في كلية أوريل بجامعة أكسفورد.

## أعمال بارزة
من أهم أعماله:
- Whole Works of Joseph Butler.

## روابط خارجية
- جوزيف باتلر على موقع الموسوعة البريطانية (الإنجليزية)